# Svetlana Saenco
Svetlana Saenco –en ucraniano, Світлана Саєнко, Svitlana Sayenko– (Sumy, 27 de octubre de 1982) es una deportista moldava de origen ucraniano que compitió en lucha libre. Ganó una medalla de bronce en el Campeonato Mundial de Lucha de 2005 y seis medallas en el Campeonato Europeo de Lucha entre los años 2002 y 2017.
En los Juegos Europeos de Bakú 2015 obtuvo la medalla de bronce en la categoría de 75 kg. Participó en dos Juegos Olímpicos de Verano, ocupando el cuarto lugar en Atenas 2004 y el décimo lugar en Londres 2012.

## Palmarés internacional
| Representando a Ucrania  |                       |                   |           |
| Campeonato Mundial       |                       |                   |           |
| Año                      | Lugar                 | Medalla           | Categoría |
| 2005                     | Budapest (Hungría)    | Medalla de bronce | 72 kg     |
| Campeonato Europeo       |                       |                   |           |
| Año                      | Lugar                 | Medalla           | Categoría |
| 2002                     | Seinäjoki (Finlandia) | Medalla de bronce | 72 kg     |
| 2004                     | Haparanda (Suecia)    | Medalla de plata  | 72 kg     |
| 2006                     | Moscú (Rusia)         | Medalla de plata  | 72 kg     |
| 2007                     | Sofía (Bulgaria)      | Medalla de plata  | 72 kg     |
| 2009                     | Vilna (Lituania)      | Medalla de bronce | 72 kg     |
| Representando a Moldavia |                       |                   |           |
| Juegos Europeos          |                       |                   |           |
| Año                      | Lugar                 | Medalla           | Categoría |
| 2015                     | Bakú (Azerbaiyán)     | Medalla de bronce | 75 kg     |
| Campeonato Europeo       |                       |                   |           |
| Año                      | Lugar                 | Medalla           | Categoría |
| 2017                     | Novi Sad (Serbia)     | Medalla de bronce | 75 kg     |